# FC Rovereto
FC Rovereto ist ein italienischer Fußballverein der knapp 40.000 Einwohner zählenden Stadt Rovereto, welche sich wiederum in der Provinz Trentino befindet. Als bisher größter Erfolg des Vereins gilt die insgesamt neunjährige Spielzeit in der dritthöchsten Klasse Serie C. Seit Mitte der 1970er Jahre spielt der Klub fast durchgehend in den regionalen Amateurligen. 

## Geschichte

### Frühe Jahre
Im Jahr 1878 wurde der Verein als l'Unione Ginnastica Roveretana gegründet, allerdings später wieder zunächst noch aufgelöst. Im Juni 1919 jedoch gründete der ehemalige Athlet Diego Costa den Verein unter dem Namen Unione Sportiva Rovereto erneut, 1921 wurde die Fußballabteilung eröffnet. In den folgenden Jahren nahm der Klub an den regionalen Ligen mit mal größerem, mal geringerem Erfolg teil. Als nennenswertester Erfolg dieser Ära gilt das Erlangen des ersten Platzes in der Saison 1939/40 aus der damals viertklassigen Liga Prima Divisione Tridentina, damit wäre man in die Serie C aufgestiegen, allerdings verzichtete Rovereto freiwillig auf den Aufstieg.
Von der Gründung der Serie D im Jahr 1959 spielte man bis einschließlich zur Saison 1968/69 und stieg in letzterer Saison als erster Platz und mit 48 Punkten erneut in die Serie C auf. Drei Spielzeiten lang hielt der FC Rovereto die Klasse und belegte Plätze meistens im unteren Mittelfeld, bevor man in der Saison 1972/73 als 18. und damit drittletzter Platz wieder in die Serie D absteigen musste. 32 Punkte reichten nicht für den Klassenerhalt, der 17. Platz Vigevano Calcio hatte nur einen Punkt mehr. Der höchste Sieg in dieser Saison war zudem ein 4:0 gegen Mitabsteiger USD Città di Cossato.

### Neuzeit
Nach der Rückkehr in die viertklassige Serie D nahm die Talfahrt langsam aber sicher weiter ihren Lauf. Während man die Klasse in der Saison 1975/76 mit einem Punkt Abstand zum Abstiegsplatz gerade noch verhindern konnte, musste man in der folgenden Saison den Gang in die 5. Liga als 16. Platz antreten, obwohl man mit 31 Punkten genauso viele Punkte wie der 15. Platz Benacense Riva hatte, allerdings musste Rovereto aufgrund der schlechteren Tordifferenz letzten Endes absteigen.
Die Saison 2000/01 beendete der FC Rovereto als Meister in der Trentino-Aldo Adige-Gruppe der Eccellenza und kehrte mit 63 Punkten erstmals seit über 20 Jahren in die Serie D zurück, wo man jedoch nach nur einer Saison als abgeschlagen letzter Platz abermals in die 5. Liga abstieg. In der 5. Liga angekommen, konnte der Verein auch hier die Klasse nicht halten und wurde quasi in die Promozione, kategorisch die 6. Liga, durchgereicht, bevor man sich in der Saison 2003/04 jedoch wieder fangen konnte, eine überragende Saison spielte und als Meister, 71 Punkten und nur einer Niederlage direkt wieder in die 5. Liga aufstieg.
Nach mehreren Jahren Spielzeit mit meist adäquaten Ergebnissen stieg man 2012 in die 6. Liga ab, 2014 musste man gar den Abstieg in die 7. Liga hinnehmen. 2016 musste der Verein Insolvenz anmelden und gründete sich daher am 1. Juli 2016 unter seinem heutigen Namen neu und ersetzte damit den alten Namen US Rovereto, das ursprüngliche Gründungsdatum 1919 wurde im Logo beibehalten, auch wurden die Farben Weiß-Schwarz übernommen. Aufgrund der Insolvenz und der daraus resultierenden Neugründung musste der FC Rovereto die Saison 2016/17 in der 8. Liga starten, dies ist bis dato die niedrigste Klasse, in der der FC Rovereto je teilgenommen hat. Hier konnte man aber zwei Aufstiege in Folge als erster Platz feiern und spielt seit 2018 wieder in der Promozione.

## Erfolge
Serie D:
- Aufstieg als Meister in die Serie C in der Saison 1968/69

Eccellenza:
- 3 × Aufstieg in die Serie D in den Spielzeiten 1992/93, 1997/98, 2000/01

Promozione:
- 5 × Aufstieg in den Spielzeiten 1949/50, 1954/55, 1983/84, 1987/88, 2003/04

Prima Categoria:
- 1 × Aufstieg in der Saison 2014/15

Seconda Categoria:
- 1 × Aufstieg in der Saison 2016/17

Coppa Italia Dilettanti Trentino-Alto Adige:
- 1 × gewonnen im Jahr 2006/07

## Bekannte Spieler
| - Massimo Silva - Renzo Aldi - Ezio Vendrame - Guido Biondi - Roberto Quagliozzi - Paride Tumburus - Luigi Maifredi |